# Sihapas
Sihapas is een bestuurslaag in het regentschap Tapanuli Tengah van de provincie Noord-Sumatra, Indonesië. Sihapas telt 653 inwoners (volkstelling 2010).